# جون مكاي (سياسي كندي، مواليد 1841)
جون مكاي هو سياسي كندي، (ولد في North Stormont ‏ في كندا 1841  م). انتخب عضو برلمان مقاطعة أونتاريو.